# A Woman's Business
A Woman's Business er en amerikansk stumfilm fra 1920 af B. A. Rolfe.

## Medvirkende
- Olive Tell som Barbara
- Edmund Lowe som Johnny Lister
- Donald Hall som Ellis
- Lucille Lee Stewart som Mrs. Ellis
- Warner Richmond som Brookes
- Annette Bade som Mrs. Brookes
- Stanley Walpole som David